# Tuensang
Tuensang là một thị xã và là nơi đặt ủy ban khu vực thị xã (town area committee) của quận Tuensang thuộc bang Nagaland, Ấn Độ.

## Địa lý
Tuensang có vị trí 26°17′B 94°50′Đ / 26,28°B 94,83°Đ Nó có độ cao trung bình là 943 mét (3093 feet).

## Nhân khẩu
Theo điều tra dân số năm 2001 của Ấn Độ, Tuensang có dân số 29.654 người. Phái nam chiếm 56% tổng số dân và phái nữ chiếm 44%. Tuensang có tỷ lệ 71% biết đọc biết viết, cao hơn tỷ lệ trung bình toàn quốc là 59,5%: tỷ lệ cho phái nam là 74%, và tỷ lệ cho phái nữ là 67%. Tại Tuensang, 13% dân số nhỏ hơn 6 tuổi.